# Sân bay quốc tế Port Harcourt
Sân bay quốc tế Port Harcourt (IATA: PHC, ICAO: DNPO) là một sân bay ở Port Harcourt, một thành phố ở bang Rivers của Nigeria. Đây là sân bay chính ở đông nam Nigeria. Sân bay có một nhà ga được tách ra khu vực nội địa và quốc tế. Năm 2004, sân bay này đã phục vụ 781.046 lượt khách.
Ngày 18 tháng 8 năm 2006, sân bay này được đóng cửa để sửa chữa. Các chuyến bay nội địa được chuyển đến Sân bay Imo và Sân bay quốc tế Margaret Ekpo còn các chuyến quốc tế được chuyển đến Sân bay quốc tế Nnamdi Azikiwe, Abuja hay Sân bay quốc tế Murtala Mohammed, Lagos. Công việc sửa chữa bắt đầu tháng 1 năm 2007. Tháng 12 năm 2007, sân bay được mở trở lại với công suất hạn chế.

## Các hãng hàng không và các tuyến điểm
Các hãng sau đang hoạt động tại sân bay này (tháng 5 năm 2008):

### Quốc tế
- Air France (Paris-Charles de Gaulle)
- Bellview Airlines (Douala, Libreville)

### Nội địa
- Aero Contractors (Abuja, Lagos)
- Arik Air (Lagos, Abuja)
- Bellview Airlines (Lagos)
- Chanchangi Airlines (Lagos)
- Virgin Nigeria (Lagos, Abuja)

## Tai nạn và sự cố
Ngày 10 tháng 12 năm 2005 chuyến bay số 1145 của Sosoliso Airlines rơi ở sân bay Port Harcourt sau khi bay từ Sân bay quốc tế Nnamdi Azikiwe ở Abuja.